# Проклятое место (фильм, 2006)
«Проклятое место» (англ. In a Dark Place) — фильм, вышедший на экраны в 2006 году. Его сценарий основан на новелле «Поворот винта», американского писателя Генри Джеймса, опубликованной в 1898 году. Действие фильма, по сравнению с книгой, перенесено в наши дни, так же в него внедрена история лесбийских отношений Анны Вэйх и мисс Гроз и некоторые другие дополнения сюжета.

## Сюжет
Анна Вай (Лили Собески), молодая преподавательница изобразительного искусства в школе, вынуждена уйти со своей должности из-за конфликта с директором школы. Неожиданно девушке поступает предложение быть няней двух детей-сирот, живущих в загородной усадьбе, на которое она с радостью соглашается.
Новое место работы Анны — шикарное имение Bly House. Кроме неё и двух детей (старший Майлз и младшая Флора) там проживает управляющая мисс Гроз (Тара Фицджеральд) и небольшой штат слуг. Вскоре идиллическая обстановка в усадьбе рушится. По ночам Анна слышит взрослые голоса из комнаты Флоры, а Майлза отчисляют из школы, за такие ужасающие проступки, что директор даже отказывается говорить о них. Вслед за этим у Анны начинаются галлюцинации. От мисс Гроз девушка узнаёт, что в них ей являлись бывшая няня Майлза и Флоры Валери Джессел, и слуга Питер Квинт. Оба этих человека мертвы: Валери утонула в озере, находящемся на территории имения, а Питер, бывший её любовником, узнав об этом, повесился.
Анне, в детстве испытавшей сексуальное насилие, начинает казаться, что Майлз и Флора, возможно, тоже подвергались ему со стороны Валери Джессел и Питера Квинта. Используя арт-терапию, она пытается помочь детям освободиться от страхов, которые якобы мучают их, но Майлз и Флора лишь начинают побаиваться странноватой няни. Вскоре и мисс Гроз, уставшая от постоянных разговоров о призраках Джессел и Квинта, просит Анну покинуть поместье, но та не успевает это сделать, так как у Флоры случается сильнейший астматический приступ. Управляющей приходится уехать вместе с девочкой на «Скорой помощи», тем самым совершив роковую ошибку: оставив Анну наедине с Майлзом…

## В ролях
| Актёр            | Роль      |
| ---------------- | --------- |
| Лили Собески     | Анна Вай  |
| Тара Фицджеральд | мисс Гроз |
| Кристиан Олсон   | Майлз     |
| Габриэль Адам    | Флора     |